# Naturtarm
Naturtarm er, som navnet siger, en tarm fra et dyr, typisk svinetarm eller fåretarm, som anvendes til forskellige former for pølser, som fx medisterpølse og hotdogpølser.  
Alternativet til naturlig tarm er kunsttarm, som fremstilles af tynd (imprægneret) papir, lærred eller plast.
| Mad og drikke | Spire Denne artikel om mad og drikke er en spire som bør udbygges. Du er velkommen til at hjælpe Wikipedia ved at udvide den. |